# Koncert Live Earth w Tokio
Jeden z dwóch japońskich koncertów serii Live Earth odbył się 7 lipca 2007 roku na Makuhari Messe w Tokio.

## Występy
Występy przedstawione w oryginalnej kolejności.
- Genki Rockets – "Heavenly Star"
- Rize – "Kami", "American Hero", "Moral", "Pink Spider", "SOS", "Heiwa", "Stand Up" i "Far Eastern Tribe"
- Ayaka – "Mikazuki", "Clap & Love", "Peace Loving People", "Real Voice" i "Jewelry Day"
- Ai Otsuka – "Renai Shashin", "Hane Ari Tamago", "Peach", "Chu-Lip", "Happy Days" i "Love Music"
- A.i. "I Wanna Know", "EO", "I’ll Remember You", "Story", "Watch Out!", "Music" i "Brand New Day"
- Xzibit – "X", "Symphony in X Major", "Paparazzi", "Multiply", "The Next Episode", "What's the Difference", "Thank You" i "Concentrate"
- Abingdon Boys School – "Howling" "Nervous Breakdown", "Nephilim", "Lost Reason", "Fre@K $HoW" i "Innocent Sorrow"
- Cocco – "Tsuyoku Hakanai Mono-tachi", "Heaven's Hell", "Harehireho", "Chiisa na Machi" i "Dugong no Mieru Oka"
- Linkin Park – "One Step Closer", "Lying From You", "Somewhere I Belong", "No More Sorrow", "Papercut", "From The Inside", "Numb", "Pushing Me Away", "Breaking the Habit", "Crawling", "In The End", "Bleed It Out", "The Little Things Give You Away", "What I've Done" i "Faint"
- Kumi Koda – "Cherry Girl", "But", "Kiseki", "Freaky" i "Girls"
- Rihanna – "Pon De Replay", "Break It Off", "SOS", "Rehab", "Breakin' Dishes", "Is This Love", "Hate That I Love You", "Unfaithful", "Sell Me Candy, "Don’t Stop The Music", "Shut Up and Drive" i "Umbrella"

## Odbiór

### Telewizja
W Polsce transmisja na żywo trwała niemal bez przerwy w TVP Kultura.

### Internet
Portal MSN był w całości odpowiedzialny za przekaz online koncertu.